# Scopula tawneata
Scopula tawneata är en fjärilsart som beskrevs av Samuel E. Cassino 1931. Scopula tawneata ingår i släktet Scopula och familjen mätare. Inga underarter finns listade.